# Geroldswil
Geroldswil es una comuna suiza del cantón de Zúrich, situada en el distrito de Dietikon. Limita al norte con la comuna de Oetwil an der Limmat, al este y sur con Weiningen, y al oeste con Dietikon.